# 上智大学大学院法学研究科・法学部
上智大学法学部（じょうちだいがくほうがくぶ、英称:Faculty of Law）は、上智大学が設置する法学部。上智大学大学院法学研究科（じょうちだいがくだいがくいんほうがくけんきゅうか、英称:Graduate School of Law）は、上智大学が設置する大学院法学研究科。

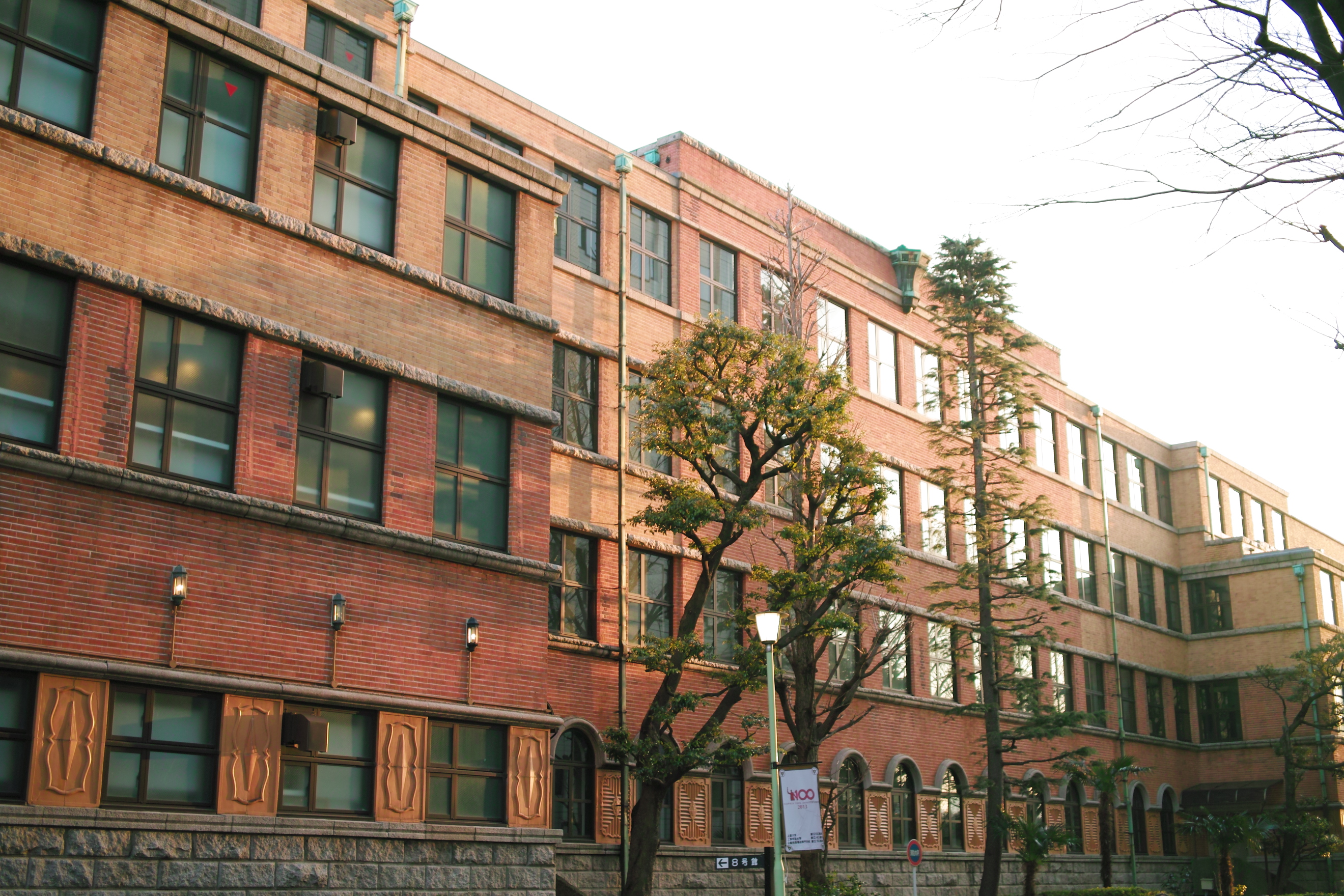
上智大学1号館（1932年竣工、スイス人建築家マックス・ヒンデルによる設計）

## 概説
- 上智大学法学部は、カトリック教会枢機卿兼イエズス会総長であった西ドイツのヨゼフ・フリングスの慫慂を受け、1957年に開設された[1]。
- 法律を扱う法律学科、国際社会の法律・政治問題を扱う国際関係法学科、環境法を扱う地球環境法学科の3学科が置かれている[2]。尚、3学科の講義は興味・関心に合わせて自由に受講することが可能。
- 法律学科においては、1年次は基本的人権を中心とした「憲法」、市民生活に関わる「民法」などを学習し、2年次は統治機構を学ぶ「憲法」「債権法」「刑法」などの必修科目と履修モデルに沿って学ぶ。3年次は様々な選択科目を履修し、4年次の「演習」でそれまでに培った知識を駆使して研究、発表、討論の力を磨く[3]。
- 国際関係法学科においては、1年次でまず法学・政治学の学び方を身につけてから、「憲法」「民法総則」などの法律に関する基本科目を履修し、そのうえで「国際法総論」「国際法各論」「国際私法」「国際経済法」「国際取引法」「国際紛争処理法」「国際組織法」「英米法」「現代ヨーロッパ法」「ドイツ法」「アジア法」などの国際関係の科目へと、学びを深める。また法律に関する学びに加えて、「政治学」「国際政治学」などを通して、法律や経済とは異なる視点で、世界の多様な事象や国際関係を体系的に理解する力を身につける。生きた法や政治に触れることができる、外務省などの実務経験者を招聘する「特殊講義」などを経て、4年次の必修「演習」で、具体的な諸問題に対処するための能力を磨く。外交官、国連などの国際機関の職員、国際的な弁護士、企業における国際法務の担当者など、国際的な舞台で活躍する人材を育成[3]。
- 地球環境法学科においては、法律の基本科目を修得した上で、「環境法入門」「環境法総論」といった基礎から「環境訴訟法」「自然保護法」「国際環境法」「企業環境法」「比較環境法」「環境刑法」「自治体環境法」「アメリカ環境法」「ヨーロッパ環境法」「アジア環境法」などの専門へと発展的に学び、世界の環境関連ルールの知識と思考力を身につける。行政や企業など異なる舞台における環境と法の関係性や、アメリカやヨーロッパ、アジアなど、地域ごとの環境法の在り方も探求[3]。
- 2020年度より、法曹コースを設置。法曹コースは、法学部を3年で早期卒業し、法科大学院既修者コースを2年間で修了し、司法試験を受験する、という法曹をめざす法学部生のための「5年間一貫コース」。なお、法曹コースでは、法科大学院との連携協定のもとで授業展開をするだけでなく、正規課程外でも修了生弁護士10名程度によるゼミや自習支援、答練等のサポート・プログラムを提供。また、5年一貫型特別選抜で上智法科大学院に進学する場合には、法科大学院の授業料免除の特典が得られる[4]。

## 沿革
- 1957年 上智大学に法学部法律学科を開設[1]
- 1966年 大学院法学研究科修士課程を開設[1]。
- 1968年 大学院法学研究科博士課程を開設[1]。
- 1980年 法学部に国際関係法学科を開設[1]。
- 1997年 法学部に地球環境法学科を開設[1]。
- 2004年 大学院法学研究科に法曹養成専攻（法科大学院）を開設[1]。

## 学科
- 法律学科[5]
  - 入学定員160人・収容定員640人[5]
- 国際関係法学科[5]
  - 入学定員100人・収容定員400人[5]
- 地球環境法学科[5]
  - 入学定員70人・収容定員280人[5]

## 著名な出身者

### 政治・行政
- 細川護熙 - 第79代内閣総理大臣、元熊本県知事、肥後細川家第18代当主
- 岩城光英 - 元法務大臣、元内閣官房副長官、元福島県いわき市長
- 玄葉光一郎 - 元外務大臣、元国家戦略担当大臣、元民主党政調会長
- 近藤昭一 - 元環境副大臣、立憲民主党副代表
- 広瀬建 - 衆議院議員
- 山崎誠 - 衆議院議員、元横浜市議会議員
- 大西孝典 - 元衆議院議員
- 芦立訓 - 元文部科学省文部科学審議官、日本スポーツ振興センター理事長
- 安達健 - オーストラリア・クィーンズランド州政府駐日代表
- 阿部孝哉 - 外交官、元在釜山日本国総領事、元在瀋陽日本国総領事
- 伊藤恭子  - 外交官、駐チリ特命全権大使、元外務省国際報道官
- 今西淳 - 外交官、在ドバイ日本国総領事
- 岩切敏 - 外交官、駐マラウイ共和国特命全権大使
- 小野村拓志 - 外交官、駐ボリビア特命全権大使
- 久保雄嗣 - 外交官、駐ハイチ特命全権大使
- 徳永博基 - 外交官、駐ベラルーシ特命全権大使
- 源新英明 - 財務省東京税関長、元財務省大臣官房審議官
- 上田奈生子 - 経済協力開発機構 (OECD) 東京センター所長、国際民間航空機関（ICAO）日本政府代表部理事会元代表
- 日比絵里子 - 国際連合食糧農業機関（FAO）駐日連絡事務所所長・元同大洋州所長
- 山下真理 - 国際連合広報センター（UNIC）長、国際連合平和構築支援事務局次長

### 法曹
- 秋吉仁美 - 高松高等裁判所長官、元東京高等裁判所部総括判事、元裁判所職員総合研修所長、元最高裁判所司法研修所教官
- 鈴木真理子 - 最高検察庁公判部長、元京都産業大学教授
- 佐藤淳 - 法務省大臣官房長、元出入国在留管理庁審議官
- 山内由光 - 元法務省大臣官房審議官（国際・人権担当）、元最高検察庁検事、旭川地方検察庁検事正
- 石渡真維 - 弁護士
- 今枝仁 - 弁護士、元東京地方検察庁検事
- 大谷美紀子 - 弁護士、日本女性法律家協会元副会長、日本弁護士連合会国際室室長
- 伊藤海 - 弁護士

### 経済
- 石川啓太郎 - 青森銀行次期代表取締役頭取
- 石橋善一郎 - 日本トイザらス元代表取締役副社長兼最高財務責任者、東北大学教授
- 上田輝彦 - WIPジャパン創業者・代表取締役会長
- 大貫陽一 - 森永乳業代表取締役社長、日本アイスクリーム協会副会長
- 岡野保次郎 - OGIグループ創業者
- 小川修武 - 三井ホーム元顧問・代表取締役会長、元日本ツーバイフォー建築協会会長
- 数原泉 - シカゴ・マーカンタイル取引所駐日代表
- 小杉眞弘 - マリオット・インターナショナル日本・韓国支社長
- 小林久志 - コスモ石油元代表取締役社長、石油連盟元副会長
- 佐藤純二 - 農林中央金庫元代表理事副理事長、農林中金総合研究所元代表取締役社長、農畜産業振興機構元理事長
- 塩田周三 - ポリゴン・ピクチュアズ代表取締役社長
- 島田洋一 - 札幌テレビ放送相談役・代表取締役会長・代表取締役社長、旭日小綬章受章
- 清水伸太郎 - セキュリア代表取締役、ハウテレビジョン取締役
- 住田正則 - ココスジャパン元代表取締役社長、なか卯元代表取締役社長
- 瀬川修 - 三菱地所レジデンス顧問・元代表取締役副社長
- 髙田芳樹 - SMC代表取締役社長
- 田村明彦 - BSテレビ東京代表取締役社長、テレビ東京ホールディングス参与
- 長井幸夫 - オエノンホールディングス代表取締役会長・元代表取締役社長、合同酒精元代表取締役社長
- 中田安則 - 読売広告社相談役・元代表取締役会長・代表取締役社長
- 長沼孝一郎 - アサツーディ・ケイ元最高顧問・代表取締役会長・代表取締役社長、日本広告業協会元副理事長、旭日中綬章受章
- 西野彰 - ソニーライフ・エイゴン生命保険元代表取締役社長
- 林陽一 - JX金属代表取締役社長
- 平岡啓 - TVQ九州放送代表取締役社長
- 平野和人 - UBE三菱セメント代表取締役社長CEO、セメント協会理事筆頭副会長
- 藤田和芳 - オイシックス・ラ・大地共同創業者・代表取締役会長
- 降矢祥博 - 凸版印刷相談役・元取締役副社長
- 牧野英伸 - 秩父鉄道代表取締役社長
- 松谷高顕 - 東邦ホールディングス元代表取締役会長、日本医薬品卸業連合会元会長
- 水口貴文 - スターバックスコーヒージャパン代表取締役最高経営責任者
- 水谷徹 - サントリービール元代表取締役社長、ビール酒造組合元会長代表理事
- 溝口康博 - はごろもフーズ元取締役相談役・代表取締役社長
- 三好啓介 - ジャフコグループ代表取締役社長
- 脇憲一 - 東京計器最高顧問・元代表取締役社長、旭日小綬章受章
- 和田一也 - ニフティ常任顧問・元代表取締役社長

### マスコミ
- 原田悦志 - 日本国際放送チーフプロデューサー
- 小泉公二 - 元NHK出版代表取締役社長、元NHK理事待遇、元エグゼクティヴ・プロデューサー
- 田中毅 - 日本テレビ放送網アナウンサー
- 八塩圭子 - 元テレビ東京アナウンサー、東洋学園大学准教授
- 大橋未歩 - 元テレビ東京アナウンス部主事
- 土屋まり - 北海道テレビ放送アナウンサー
- 坪山奏子 - 元広島ホームテレビアナウンサー、タレント

### 研究
- 赤神諒 - 環境法、上智大学教授、小説家、日本学術会議会員、大藪春彦賞、日経小説大賞
- 大越義久 - 刑法、東京大学名誉教授
- 小畑史子 - 労働法、京都大学教授
- 堅田剛 - 法制史、元獨協大学教授、吉野作造生誕130年没後75年記念最優秀論文賞
- 川越修 - ドイツ史、同志社大学教授
- 河野勝 - 政治学、早稲田大学教授
- 木山泰嗣 - 税法、青山学院大学教授
- 五野井郁夫 - 政治学、高千穂大学教授
- 酒田正敏 - 日本近代史、元明治学院大学教授
- 高作正博 - 憲法学、関西大学教授
- 田島泰彦 - メディア法、元上智大学教授
- 土田亮 - 商法、上智大学教授、りそな銀行取締役、ユーピーアール取締役、ノエビアホールディングス監査役
- 原忠之 - 観光学、セントラルフロリダ大学准教授
- 原強 - 民事訴訟法、上智大学教授
- 平野温郎 - 国際取引法、東京大学教授
- 松原孝明 - 民法、大東文化大学教授
- 丸山雅夫 - 刑法、南山大学名誉教授・元副学長、元南山学園理事
- 村上正子 - 国際民事手続法、名古屋大学教授
- 薮口康夫 - 民事訴訟法、青山学院大学教授
- 山田高敬 - 国際政治学、名古屋大学教授
- 山本輝之 - 刑法、元名古屋大学教授、成城大学教授、成城学園理事
- 吉田元子 - 民事手続法、関西学院大学教授
- 和仁健太郎 - 国際法、大阪大学教授、安達峰一郎記念賞

### 文学
- 新井満 - 作家、作曲家、作詞家、歌手、芥川賞、第49回日本レコード大賞作曲賞
- 伊兼源太郎 - 推理作家、横溝正史ミステリ大賞
- 首藤瓜於 - 推理作家、江戸川乱歩賞
- 中川ひろたか - 絵本作家、シンガーソングライター、日本絵本賞大賞
- 池田真紀子 - 翻訳家、BABEL国際翻訳大賞新人賞

### 芸能
- 新妻聖子 - 女優、歌手、岩谷時子賞奨励賞、菊田一夫演劇賞
- 坂本祐祈 - 女優、フリーアナウンサー
- トリンドル瑠奈 - ファッションモデル、タレント
- VieVie - ラジオパーソナリティ、歌手、声優

### その他
- 嶋浩一郎 - クリエイティブディレクター、博報堂ケトル共同CEO
- 福田俊司 - 動物写真家、ジェラルド・ダレル賞
- 真下耕一 - アニメーション監督、ビィートレイン代表取締役
- 荒瀬牧彦 - カンバーランド長老教会牧師